# سفاستيكا
سفاستيكا رواية للروائي العراقي علي غدير. صدرت الرواية لأوّل مرة عام 2016 عن دار سطور للنشر والتوزيع في بغداد. حائزة على جائزة بغداد للرواية العربية لعام 2016، ودخلت في القائمة الطويلة للجائزة العالمية للرواية العربية لعام 2017، المعروفة باسم «جائزة بوكر العربية».

## حول الرواية
رواية سفاستيكا، وهي كلمة سنسكريتية الأصل، تعني «مفض إلى الرفاهة»، لها رمز يتمثل بصليب معقوف، اعتُبر منذ القدم رمزا للازدهار والحظ السعيد، وسبق أن عرفه العراقيون والهندوس والهنود الحمر. يحاول الكاتب من خلال روايته هذه أن يثبت إمكانية أن يصنع الإنسان لنفسه حظا سعيدًا، ليلغي الاعتقاد السائد بأن الإنسان يولد سعيدا أو شقيا، فهو يجذب الخير من خلال التفاؤل به، ويجذب الشرّ من خلال التشاؤم به. بطل الرواية «حوّاس» وُلد فقيرا ويراوده حلم زيارة مومس من عاهرات بغداد، حكى له عنها نجل شيخ قريته وحدد له سعر ليلتها الباهظ. يسرق «حوّاس» خلخال أمه الذهبي ويستقل القطار المتجه إلى العاصمة، وفي القطار تبدأ حكايته مع الحظ، إذ يجلس بجانبه رجل غريب الهيئة، يقدّم له طعاما شهيًا، ويحدثه عن الحظ السعيد ويلقنه نظرية الجذب.